# Тшебинский, Юзеф
Юзеф Тшебинский (пол. Józef Trzebiński; 1 марта 1867, село Большие Козубы возле города Турек, Польша — 30 августа 1941, Вильнюс) — польский ботаник, фитопатолог. Член Варшавского научного общества (с 1916 года). Член-корреспондент Польской академии знаний (1930). Брат художника Марьяна Тшебинского.

## Биография
Миколай Тшебинский, отец Юзефа, принадлежал к обнищавшей шляхте из окрестностей Калиша. Он был образованным человеком, имел библиотеку классиков польской литературы и научных книг. Сам подготовил первенца-сына в гимназии, учил его математике, латыни и немецкому языку, географии. Его жена, Теофила Кручевска, о которой говорили как о красивой женщине, происходившей из бедной мещанской среды, поэтому семья Николая с обидой восприняла этот брак.
Миколай Тшебинский умер молодым. Это произошло в 1878 году. Он оставил жену с тремя детьми. Юзефу тогда было 11 лет, а его младшему брату Марьяну, будущему художнику — всего 7 лет.
После смерти отца Тшебинские переехали в город Седльце. Здесь Юзеф учился в гимназии. Окончив её в 1888 году, юноша поступил на естественно-математический факультет Варшавского университета. Через год умерла его мать.
Настроения тогдашней молодежи были радикальные. В 1893—1894 учебном году Юзефа арестовали. За нехваткой доказательств вины его освободили через пять месяцев. В 1894 году Тшебинский окончил университет.

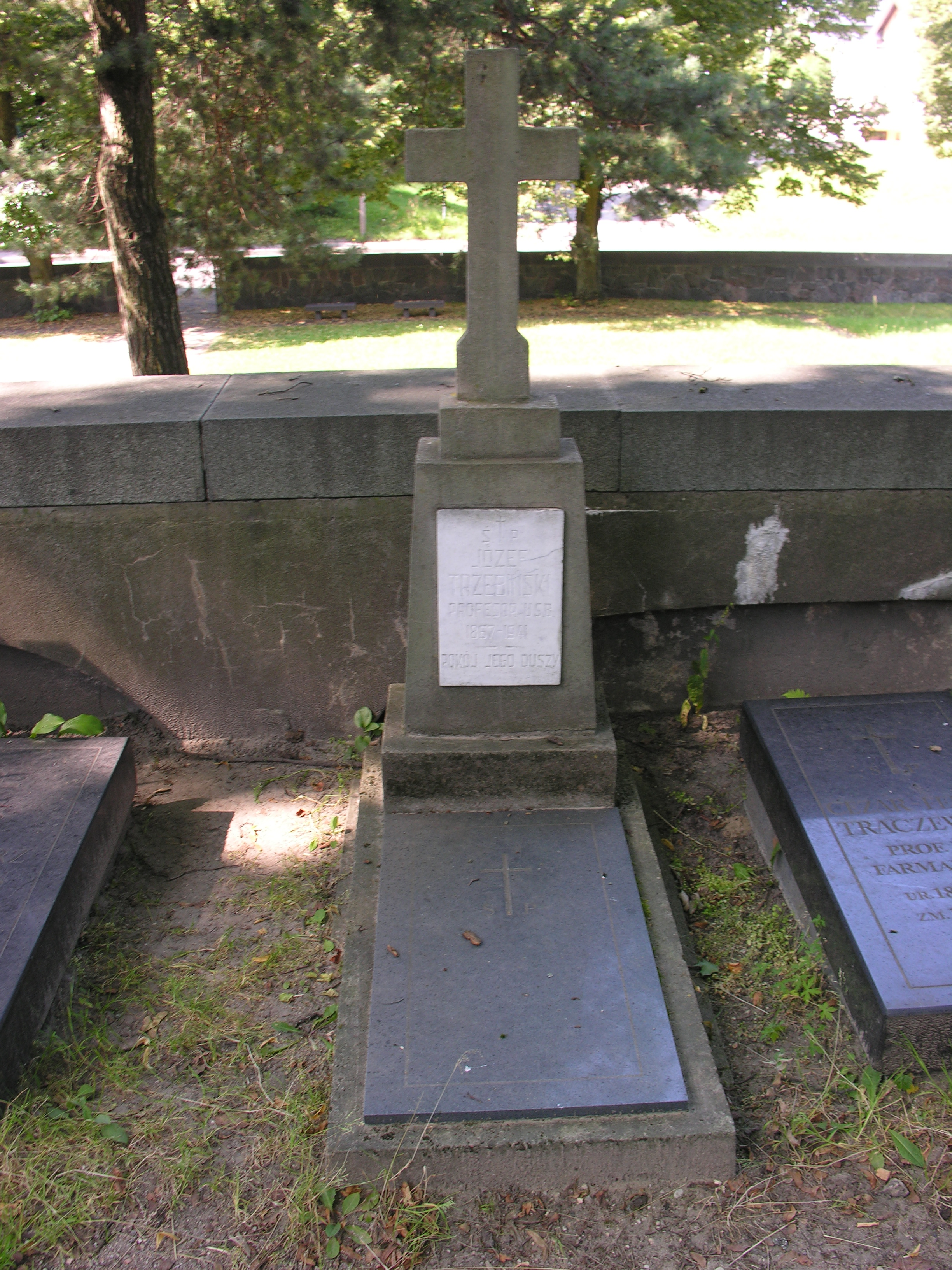
Могила Юзефа Тшебинского в Вильнюсе

Юзеф Тшебинский, стремясь углубить свои естественные знания, в 1898 году изучал садоводство в помологическом институте в Прушкуве в Верхней Силезии. В следующем году, благодаря стипендии имени Мьяновского, он отправился в Лейпциг, где в течение года работал под руководством известного физиолога растений Вильгельма Пфеффера. Начатая там работа, завершенная в Кракове которая была опубликована в академическом издании, позволила Тшебинскому в 1900 году получить звание доктора философии (в области естественных наук) в Ягеллонском университете. В 1900—1904 Юзеф был ассистентом кафедры анатомии и физиологии растений, работал под руководством профессора Эдварда Янчевского. Одновременно он читал лекции в садоводческом обществе и народном университете.
В 1904—1912 годах работал на хуторе Николаевка близ Смелы — на опытной энтомологической станции Всероссийского союза сахарозаводчиков, где возглавлял микологический отдел.
В 1924—1937 годах был профессором Университета Стефана Батория в Вильно.

## Основные труды
Автор учебников «Болезни сельскохозяйственных культур, вызванные грибами, и паразитарные режимы» (пол. «Choroby roślin uprawnych powodowane przez grzyby i ustroje pasożytnicze», 1912) и «Болезни растений (общая фитопатология)» (пол. «Choroby roślin: (ogólna fitopatologia)», 1930). Автор первой польской «Методики ботаники» (пол. «Metodyka botaniki», 1909), практического пособия «Как собирать и определять растения: практическое руководство для определения и организации сбора цветковых и споровых растений с приложением важнейшей литературы» (пол. «Jak zbierać i oznaczać rośliny: praktyczne wskazówki do oznaczania i urządzania zbiorów roślin kwiatowych i zarodnikowych z podaniem ważniejszej literatury», 1917).